# Sender Kum
Der Sender Kum ist eine Sendeanlage der Radiotelevizija Slovenija für Hörfunk, Fernsehen und telekommunikationstechnische Zwecke auf dem 1220 Meter hohen Berg Kum, südlich der Stadt Trbovlje.

## Geschichte

### Anfänge
Der Sender Kum wurde im Mai 1957 in Betrieb genommen und strahlte zunächst ein UKW-Programm mit einem 25 Meter hohen Sendeturm aus. Er versorgte primär die Region Zasavska.

### Erster Ausbau
Im Jahr 1960 folgte ein erster Ausbau der Sendeanlage: Neben dem Bau eines neuen 60 Meter hohen Sendeturms begann man mit dem Sendebetrieb eines zusätzlichen Radioprogramms und eines Fernsehprogramms.

### Zerstörung und Wiederaufbau
Während des Slowenischen Unabhängigkeitskrieges im Jahr 1991 wurde die Sendeanlage zwei Mal schwer beschädigt, ein Jahr später begann man mit dem Wiederaufbau des Sendeturms.

## Frequenzen und Programme

### Analoger Hörfunk (UKW)
| Frequenz (MHz) | Programm       | RDS PS   | RDS PI | Regionalisierung | ERP (kW) | Antennendiagramm rund (ND)/gerichtet (D) | Polarisation horizontal (H)/vertikal (V) |
| -------------- | -------------- | -------- | ------ | ---------------- | -------- | ---------------------------------------- | ---------------------------------------- |
| 94,1           | Slovenija 1    | __PRVI__ | 9201   | –                | 30       | ND                                       | H                                        |
| 98,1           | Radio Aktual   | AKTUAL_K | 9443   | Kum (Zasavje)    | 1        | ND                                       | H                                        |
| 99,9           | VAL 202        | VAL_202_ | 9202   | –                | 30       | ND                                       | H                                        |
| 103,9          | ARS            | __ARS___ | 9203   | –                | 30       | D (70–280°)                              | H                                        |
| 105,9          | Radio Ognjišče | OGNJISCE | 932F   | –                | 15       | D (70–280°)                              | H                                        |

### Digitales Fernsehen (DVB-T)
DVB-T wird im Gleichwellenbetrieb (SFN) mit anderen Senderstandorten ausgestrahlt:
| Kanal | Frequenz (in MHz) | Multiplex    | Programme im Multiplex | ERP (in kW) | Antennen- diagramm rund (ND) / gerichtet (D) | Polarisation horizontal (H) / vertikal (V) |
| ----- | ----------------- | ------------ | --- | ----------- | -------------------------------------------- | ------------------------------------------ |
| 32    | 562               | MUX-A/Center | - TV SLO 1 - TV SLO 2 - TV SLO 3 - TV Koper - TV Maribor - Vaš kanal                                                                                     | 5           | ND                                           | H                                          |
| 38    | 610               | MUX-C        | - TV Veseljak - Nova24TV - Fox Life - Fox Crime - Fox Movies - National Geographic - Viasat History - Pop TV - Kanal A - Brio - Kino - Oto - Obvestilo C | 5           | ND                                           | H                                          |

### Digitaler Hörfunk (DAB+)
| Block | Multiplex | Programme | ERP (in kW) | Antennendiagramm rund (ND), gerichtet (D) |
| ----- | --------- | --- | ----------- | ----------------------------------------- |
| 10D   | R1        | - Radio Slovenija 1 – Prvi - Radio Slovenija 2 – VAL202 - Radio Slovenija 3 – ARS - Radio Slovenia International - Radio Ognjišče - Radio Center - Radio 1 - Radio 1 80-a - Rock Radio - Radio Veseljak - Net FM - Radio Študent - Radio City - Radio Ekspres - Radio Aktual - Radio Salomon | 5           | V                                         |

### Analoges Fernsehen (PAL)
Bis zur Umstellung auf DVB-T im Jahr 2010 diente der Senderstandort weiterhin für analoges Fernsehen:
| Kanal | Frequenz (MHz) | Programm                              | ERP (kW) | Sendediagramm rund (ND)/ gerichtet (D) | Polarisation horizontal (H)/ vertikal (V) |
| ----- | -------------- | ------------------------------------- | -------- | -------------------------------------- | ----------------------------------------- |
| 3     | 55,25          | TV SLO 1 (abgeschaltet – Januar 2007) | 50       | ND                                     | H                                         |
| 32    | 559,25         | TV SLO 2                              | 20       | ND                                     | H                                         |
| 38    | 607,25         | TV SLO 1                              | 50       | ND                                     | H                                         |